# Reator ELENA
ELENA é um reator de água pressurizada (PWR) compacto russo com capacidade para gerar 68 kWe, atualmente sendo desenvolvido pelo Instituto Kurchatov. Para desenvolver o reator, foram utilizadas as técnicas derivadas da construção e operação de usinas da marinha e do espaciais, além da experiência operacional da reator GAMMA. 
Ela é destinado ao uso em áreas remotas, cidades com uma população de
1500-2000 ou consumidores individuais que exigem uma fonte altamente confiável, tais como hospitais.
O reator também pode ser usado para dessalinização da água. Em 2014, ele era o menor comercial reator nuclear a ser desenvolvido.
Os principais envolvidos no seu desenvolvimento são o Instituto Kurchatov, Krasnaya zvezda, Izhorskiye Zavody, Atomenergoproekt e VNIINT (ВНИИНМ, Высокотехнологический научно-исследовательский институт неорганических материалов имени академика А.А. Бочвара).